# John Taylor (atleta)
John Baxter Taylor Jr. (Washington, 3 novembre 1882 – Filadelfia, 2 dicembre 1908) è stato un velocista statunitense, vincitore di una medaglia d'oro nella staffetta 4×400 metri ai Giochi olimpici, primo oro olimpico afroamericano della storia dei Giochi olimpici moderni.

## Biografia
Morto per tifo all'età di 26 anni, solo tre mesi dopo la sua vittoria nella staffetta olimpica di Londra 1908.

## Palmarès
| Anno | Manifestazione  | Sede   | Evento           | Risultato | Prestazione | Note |
| ---- | --------------- | ------ | ---------------- | --------- | ----------- | ---- |
| 1908 | Giochi olimpici | Londra | 400 m piani      | Finale    | dns         |      |
| 1908 | Giochi olimpici | Londra | Staffetta 1600 m | Oro       | 3'29"4      |      |